# Бэнсон, Ричард
Ричард Бэнсон или Ричард Филип Генри Джон Бенсон (англ. Richard Philip Henry John Benson; 10 марта 1955, Уокинг, Суррей — 10 мая 2022, Рим) — британо-итальянский гитарист, автор песен, телеведущий, радиоведущий, сценарист, певец и актёр.

## Биография
Бэнсон родился в Уокинге, Англия, в семье матери-бельгийки и отца-британца, оба итальянского происхождения. Его прадедом по отцовской линии был Сэмюэл Герберт Бэнсон, основатель первой рекламной компании в Великобритании. Его дед, один из сыновей сэра Сэмюэля Хербета Бэнсона, женился на итальянской модели. Ричард переехал в Италию и с раннего подросткового возраста активно занимался музыкой.
В 2000 году он получил серьезную травму ноги, упав с моста. Он утверждал, что несчастный случай произошел в результате нападения, но есть подозрения, что Бэнсон на самом деле пытался покончить с собой, поскольку незадолго до этого у него был диагностирован артрит, который, как предполагается, сильно повлиял на его игру на гитаре и на навыки. Бенсону пришлось пройти длительную реабилитацию, чтобы снова иметь возможность ходить.
В ноябре 2016 года Ричард Бэнсон и его жена Эстер Эспозито снялись в видеоролике на repubblica.it, где они рассказали о финансовых проблемах и попросили пожертвования для оплаты медицинских процедур. Бэнсона можно увидеть сутулым, он с трудом может ходить из-за артрита. Также выяснилось, что он страдал от проблем с сердцем и на тот момент ему уже пришлось перенести операцию.
Бенсон скончался в Риме 10 мая 2022 года, в возрасте 67 лет.

## Музыкальная карьера

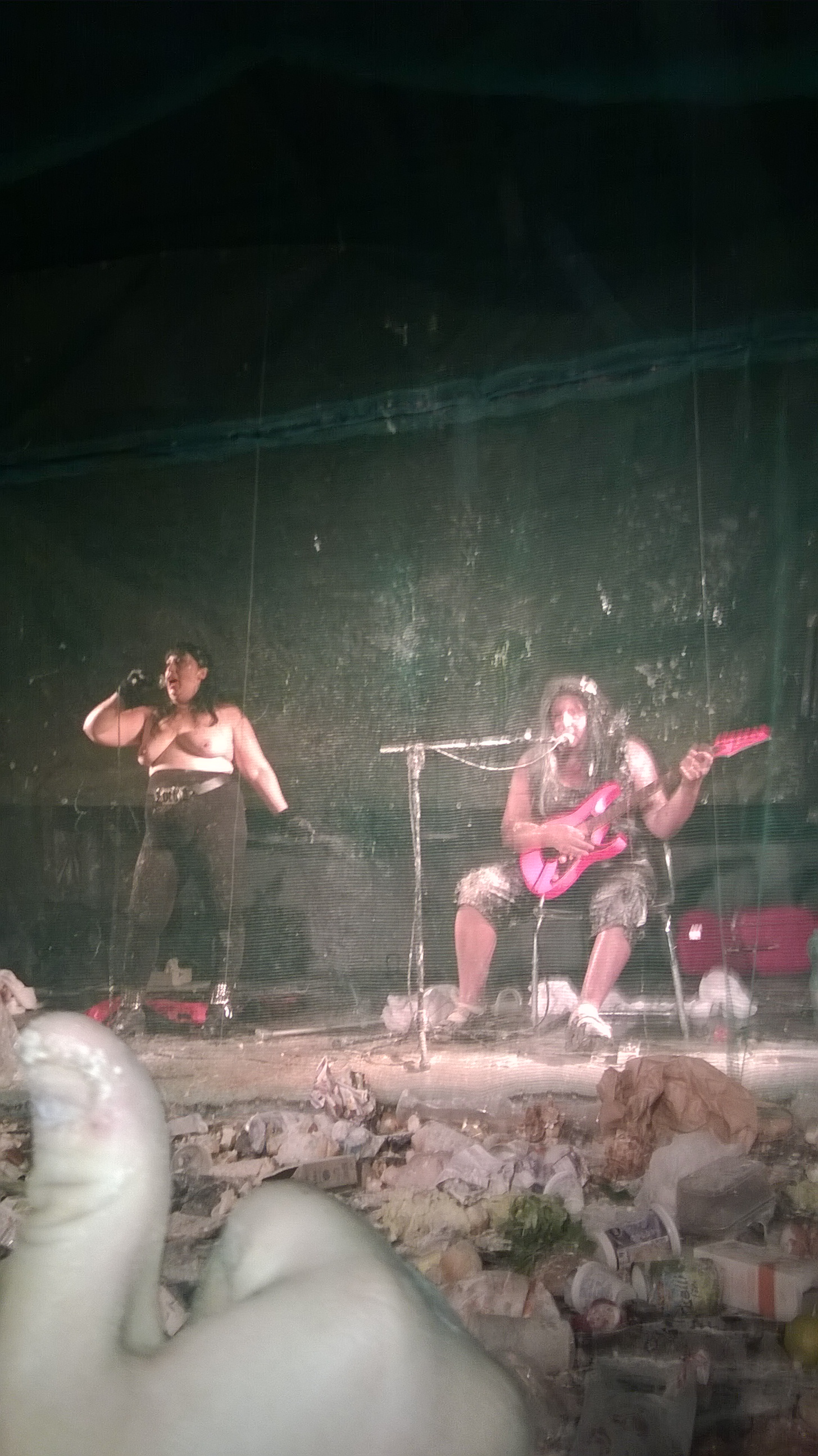
Ричард Бэнсон с женой в Чампино

В 1971 году Бенсон записал с прогрессив-рок-группой Buon Vecchio Charlie одноимённый альбом, который был выпущен только в 1990 году, когда оригинальная звукозаписывающая компания выпустила некоторые из их ранних работ на CD. В альбоме Бенсон играет на 12-струнной гитаре и поёт.
В 1972 году он принял участие в фестивале Villa Pamphili.
В 1983 году он выпустил свой первый сингл Animal Zoo в стиле итало-диско. В следующем году он выпустил свой второй сингл Renegade, песню (вместе с би-сайдом Flash Back) в тонах электро-рока.
В 1984 году он написал и записал музыку к культовому фильму Мусоросжигатель (итал. L'inceneritore), в котором он также появился в небольшой роли члена уличной банды.
В 1987 году он выпустил сборник Metal Attack, где он поёт в песне Exotic Escape, который он также написал в соавторстве.
В 1999 году он выпустил сольный альбом под названием Madre Tortura, в который вошли треки в стиле прогрессивного метала. В 2015 году он выпустил альбом L'inferno dei vivi на лейбле INRI и сопроводительный сингл I Nani.
В 2016 году Бэнсон выпустил альбом Duello madre, цифровую подборку треков с более ранних релизов.
В сентябре 2019 года Бэнсон опубликовал на YouTube несколько видеороликов, в которых он исполняет неопубликованные блюзовые и поп-песни на классической гитаре. Музыка — его работа, а тексты написаны Чинцией Колибацци.

## Телевидение и фильмы
В 1970-х и 1980-х годах Бэнсон вёл различные программы о современной альтернативной музыке на телевидении и радио. В 1992 году он сыграл самого себя в роли телеведущего в успешном фильме Карло Вердоне "Будь проклят день, когда я встретил тебя".
В 1990-х и 2000-х годах Бэнсон часто появлялся в качестве гостя на RAI, обычно оценивая музыкантов. Его выступления часто носили чрезмерный и сатирический характер.

## Дискография
Студийные альбомы
- 1999: Madre Tortura
- 2015: L'inferno dei vivi – a rock-opera produced by Federico Zampaglione
- 2016: Duello madre (compilation/digital downloading)
- 2024: 24 back to 84

Синглы
- 1983: "Animal Zoo"
- 1984: "Renegade"
- 2022: "Processione"

Концертные альбомы
- 2003: Bootleg Infernale
- 2004: Il Natale del Male